# Cannonball Adderley
Julian Edwin "Cannonball" Adderley (15. september 1928 – 8. august 1975) var en amerikansk altsaxofonist, som blev kendt under kunstnernavnet Cannonball.

## Biografi
Han tilnavn stammede oprindelige fra cannibal (kannibal), der henviste til hans store appetit. Adderley fik ligeledes tilnavnet "the New Bird", idet hans gennembrud skete kort tid efter Charlie Parkers død. Dette gjorde, at forventningerne til Adderley var meget store taget i betragtning, at han var en relativt uerfaren musiker på det tidspunkt. 
Adderley spillede i forskellige småbands i Florida samt dirigerede et skoleorkester omkring 1940'erne. Han spillede kortvarigt i forskellige Armybands. Efterfølgende flyttede han til New York for at spille med sin bror Nat Adderley. I stedet endte han med at spille med Oscar Pettifords band, hvilket gav ham den første pladekontrakt med band.
I 1956 dannede Adderley-brødrene en kvintet. Allerede i september det efterfølgende år blev bandet nødt til at bryde op på grund af finansielle problemer. Efter opbruddet med gruppen erstattede Adderley den kendte Sonny Rollins i Miles Davis Quintet allerede i oktober samme år. Han vedblev at spille i Miles Davis' kendte sekstet, hvor han bl.a. spillede med den store Bebop-stjerne John Coltrane. Han spillede i Miles Davis' sekstet indtil 1959, hvor han dannede den anden gruppe med sin bror. Denne gruppe havde større succes end den første og vedblev at spille indtil 1975.

## Stil
Canonball Adderleys stil var inspireret af Charlie Parker, men han havde en klar linje, der var hans egen. Hans lyd var mere glad end Parkers og var mere simpelt orienteret med f.eks. brug af mange elementer fra blues, gospel og soul.